# Dictyoplax
Dictyoplax is een geslacht van sponsdieren uit de klasse van de Hexactinellida.

## Soort
- Dictyoplax lecus Reiswig & Dohrmann, 2014